# Goniothalamus ceramensis
Goniothalamus ceramensis är en kirimojaväxtart som beskrevs av Friedrich Anton Wilhelm Miquel. Goniothalamus ceramensis ingår i släktet Goniothalamus och familjen kirimojaväxter. Inga underarter finns listade i Catalogue of Life.